# Turok: Rage Wars
Turok: Rage Wars es un videojuego de shooter en primera persona desarrollado por Acclaim Studios Austin y publicado por Acclaim Entertainment. Fue lanzado para la consola de videojuegos Nintendo 64 en 1999. Rage Wars es un juego que no es canon en la serie de videojuegos Turok, con un gran énfasis en multijugador. Admite un máximo de cuatro jugadores simultáneamente a través de pantalla dividida. El juego también es compatible con Expansion Pak de Nintendo 64  para gráficos de alta resolución, pero no lo requiere. Un juego separado, también titulado Turok: Rage Wars, que se desarrolla en el mismo universo pero presenta una jugabilidad y una historia diferentes, fue lanzado para el Game Boy Color en 1999.

## Jugabilidad
Turok: Rage Wars es un shooter en primera persona con un gran énfasis en multijugador. Cuenta con tres modos distintos de juego:
Modo de prueba para un jugador: En la campaña para un jugador, el jugador debe pasar por una serie de partidas a muerte a través de los distintos tipos de modos de juego y debe enfrentarse a los cuatro jefes del juego también. Cada personaje del juego debe jugarse hasta el final de su campaña al menos una vez para desbloquear otros personajes y recompensas, incluidos los talismanes y un aumento en la salud máxima.
Modo de prueba para dos jugadores: este modo es similar a la campaña para un jugador con la adición de juego cooperativo. Algunas recompensas solo se pueden obtener en la campaña de dos jugadores. En las primeras copias del juego, el modo de prueba para dos jugadores se veía afectado por una falla que impedía avanzar más allá de cierto punto.
Multijugador: en este modo, el jugador selecciona un personaje y un nivel para jugar. El jugador comienza con Turok, Adon, Bio Bot Elite y Mantid Drone como los primeros personajes jugables, con más personajes desbloqueables a través del modo de prueba para un jugador. El modo multijugador tiene varias opciones de tipo de juego, que incluyen Bloodlust y Team Bloodlust, que son juegos estilo deathmatch, Capture the Flag y Monkey Tag, en los que un jugador aleatorio se transforma en un mono que otros jugadores pueden usar frag para ganar puntos. En este modo, el jugador puede configurar las opciones de juego antes de cada juego.
El juego presenta armas divididas en tres tipos de munición: rondas de bala, rondas de energía y rondas explosivas. Un jugador solo puede llevar seis armas preseleccionadas a la vez. Sin embargo, cuando se juega como Tal'Set, el jugador tiene acceso a todas las armas del juego a la vez.
Además de las armas que se pueden recoger en el juego, la mayoría de los mapas de arena contienen un núcleo de energía, un elemento cristalino de color rosa y azul brillante que flota en una ubicación determinada. Son similares a los "Power Ups" en Quake III Arena y otorgan al jugador un poder seleccionado al azar. Cada Power Core dura aproximadamente de 15 a 20 segundos.
Hay 50 medallas que se pueden ganar en el juego para desbloquear trucos y máscaras de personajes. Las medallas se otorgan por completar una variedad de acciones, desde derrotar a los jefes hasta cometer suicidios. Una de las medallas es imposible de conseguir en la versión estadounidense de las primeras copias (cartucho negro) del juego debido a una falla en las pruebas de dos jugadores en los niveles de "Etiqueta de criatura". Acclaim reconoció este error e intercambió los cartuchos negros por cartuchos grises fijos. Sin embargo, las variantes retiradas no eran muy conocidas y han llevado a que la variante de cartucho gris del juego sea un objeto de colección raro.

## Desarrollo
Turok: Rage Wars fue desarrollado por Acclaim Studios Austin y concebido antes del lanzamiento de Turok 2: Seeds of Evil. Según el director creativo Dave Dienstbier, el juego "nació de saber que no podíamos desarrollar todas nuestras ideas multijugador en Turok 2 a tiempo para la temporada navideña". El motor de Turok 2 se utilizó como base para construir el juego.

## Recepción
Turok: Rage Wars recibió reseñas por encima de la media según el sitio web de agregación de reseñas GameRankings. Game Industry News elogió el juego por su modo multijugador, destacando la extensa selección de personajes y la amplia variedad de campos de batalla. GameCritics remarcó que los "gráficos y animaciones son más que competentes" y los "controles también responden y se manejan con considerable facilidad". Nintendo Power también elogió los controles sensibles, especialmente al apuntar o disparar, pero criticó la capacidad de saltar por ser desafiante. Sin embargo, Chris Kramer de NextGen llamó al juego "La definición misma de un 'rapidito'", diciendo que "Las agallas de los títulos anteriores de Turok han sido liberado, dejando un juego multijugador insípido con muy pocas razones para jugar. Hay un juego para un solo jugador, pero simplemente una competencia similar a una escalera en la que te enfrentas a bots de dudosa inteligencia". Concluyó: "Si quieres un buen juego multijugador, elige Quake II o vuelve a GoldenEye.
El juego ha sido criticado por múltiples problemas. Aunque Edge elogió la velocidad de juego del juego, las arenas bien definidas y las armas variadas, la revista describió el aspecto de un jugador como "poco más que un campo de entrenamiento limitado para el multijugador versión ", cuestionando así si su precio estaba realmente justificado. GameSpot dijo contras similares y señaló que la inteligencia artificial del juego "no puede hacer frente a ningún jugador humano firme". Si bien el juego no requiere el paquete de expansión RAM, el crítico sintió que jugar sin él daba como resultado que el juego tuviera gráficos "blandos y bastante feos". Daily Radar señaló que "falta la retroalimentación de audio" y "la interfaz de las armas, así como la falta de munición, hace que el juego sea frustrante".